# BtoB
BtoB (hangul: 비투비, cách điệu: BTOB; viết tắt của "Born To Beat") là một nhóm nhạc nam Hàn Quốc được thành lập và quản lý bởi công ty Cube Entertainment vào năm 2012. Nhóm gồm 7 thành viên: Seo Eunkwang, Lee Minh-hyuk, Lee Changsub, Im Hyun-sik, Peniel, Jung Ilhoon và Yook Sung-jae. Nhóm chính thức ra mắt vào ngày 21 tháng 3 trên M Countdown với bài hát "Insane" và "Imagine".

## Lịch sử hoạt động

### Trước khi ra mắt
Nhóm được thành lập bởi Cube Entertainment. Ban đầu, các thành viên nằm trong danh sách được được ra mắt là Seo Eunkwang, Lee Minhyuk, Lim Hyunsik, Jung Ilhoon và Lee Minwoo dưới tên BTOB. Họ xuất hiện trên sitcom "I Live In Cheongdam-dong" của đài JTBC với vai là những cậu nhóc đang làm việc cực nhọc để được debut. Tuy nhiên, Lee Minwoo lại không lọt vào danh sách những người được debut ngay sau khi họ xuất hiện trên sitcom và sự thật rằng cậu không được debut tại BTOB khiến cho nhiều fan thất vọng. Vào ngày 23 tháng 3, Cube đã làm rõ mọi chuyện là do sức khỏe của Minwoo không được tốt nên cậu không được cho vào nhóm. Thêm nữa, Minwoo vẫn là trainee của Cube. Nếu như cậu có thể phục hồi lại sức khỏe, cậu vẫn có cơ hội được debut.
Minwoo sau đó debut trong nhóm C-Clown thuộc Yedang Company.

### 2012: Born To Beat, quảng bá tại châu Á và Press Play

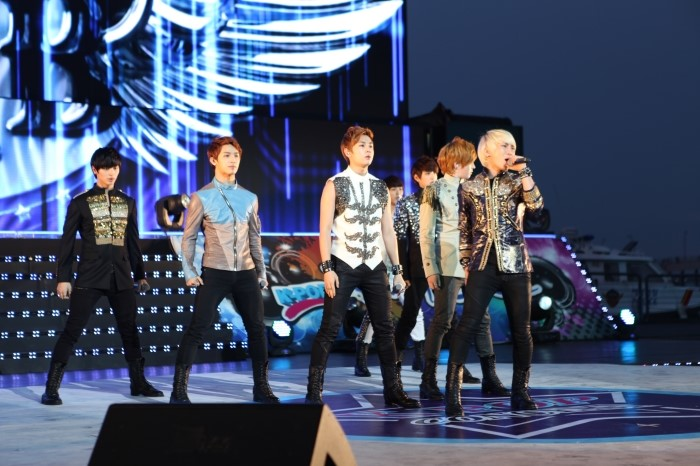
BTOB tại Expo 2012 Yeosu

Vào ngày 21 tháng 3, nhóm đã tổ chức một showcase tại Seoul, được phát sóng trực tiếp trên Youtube tại channel offical của họ. Họ đã biểu diễn "Insane", "Imagine" và nhiều bài hát nữa. Cùng ngày, họ debut trên Mnet M! Countdown và ngay sau đó là Music Bank, Show! Music Core, Inkigayo và Show Champion. Vào ngày 3 tháng 4, họ phát hành album "Born To Beat", với người viết nhạc là Jörgen Elofsson. Lần đầu tiên họ xuất hiện trên chương trình thực tế là chương trình "Amazon" (Idol Master Zone) do đài Mnet tổ chức vào ngày 4 tháng 4. Tiếp sau đó, họ phát hành digital single mang tên "Father" vào ngày 3 tháng 5. "Asian Special Edition" là mini-album đầu tiên của họ phát hành vào ngày 23 tháng 5, có chứa hai bài hát mới: "Father" và "Irresistible Lips" và MV được phát hành cùng ngày.
Việc phát hành của album Born To Beat 'Asia Special Edition' đánh dấu sự xuất hiện chính thức toàn châu Á. Họ bắt đầu chương trình của họ với một cuộc họp báo tại Singapore và một sự kiện quảng cáo tại quảng trường Bugis thu hút một đám đông khoảng 800 người. Ngày hôm sau, họ biểu diễn ở "Music Matters Live 2012" tại Clarke Quay, một lễ hội được tổ chức trong suốt năm ngày thu hút 40 nhóm nhạc đến từ 18 quốc gia. Một tháng sau đó, họ lại tiếp tục chương trình quảng bá châu Á của họ tại Indonesia, tham gia một cuộc phỏng vấn với OneTV Asia. Ngoài ra, họ đã tổ chức showcase đầu tiên của họ tại Indonesia Mandarin Oriental Hotel ở Jakarta vào ngày 21, biểu diễn cho cả người hâm mộ và các quan chức.  Họ ra mắt tại Nhật Bản với màn trình diễn tại "K-Dream Live" buổi hòa nhạc tại Tokyo Dome vào ngày 29 tháng 7 cùng với 5 nhóm khác. Ngoài ra, nhóm biểu diễn tại Sapporo Dome vào ngày 01 tháng 8 cho "K-Pop Nonstop Sống 2012 Sapporo" Concert.
Bắt đầu từ ngày 04 tháng 9, Cube Entertainment công bố hình ảnh trêu ghẹo nhau và video cho ca khúc chủ đề của họ trở lại "Wow" và mini-album thứ hai. Ngày 11 tháng 9 năm 2012, nhóm phát hành MVcho "Wow" và mini album thứ hai của họ Nhấn Play ngày hôm sau. [ 19 ] Vào ngày 18 tháng 10, họ bắt đầu quảng bá cho "I Only Know Love" là đĩa đơn tiếp theo về M! Đếm ngược tiếp theo biểu diễn trên chương trình âm nhạc khác. Một đoạn video âm nhạc cho bài hát đã được phát hành vào ngày 22 tháng 10, trong đó bao gồm một montage của sự kiện quảng bá nhóm đã tiến hành trong suốt cả năm.
Sau khi kết thúc quảng bá cho "I Only Know Love", cả nhóm bắt đầu hoạt động ở nước ngoài của họ một lần nữa. Họ bắt đầu tại Singapore vào ngày 01 Tháng Mười Hai, thực hiện như một phần của một dòng-up cho "Sundown Festival 2012", một sự kiện mà mời solo và nhóm hoạt động từ Hàn Quốc, Trung Quốc, Hong Kong, Đài Loan và Nhật Bản. Vào ngày 11, nhóm biểu diễn mở màn cho "2012 châu Á Siêu Showcase" tại Kuala Lumpur, Malaysia tại Kenanga Wholesale City. Nhóm này trở thành nghệ sĩ Hàn Quốc đầu tiên biểu diễn tại Concert Thái Supermodel vào ngày 13 tháng 12 tại Bangkok Convention Center, và sau đó đã tổ chức một cuộc họp báo với khoảng 70 phương tiện truyền thông.
Vào ngày 4 tháng 9, Cube Entertainment đăng lên những teaser hình ảnh và video cho lần comeback sắp tới với bài hát chủ đề "WOW" với mini-album thứ 2 "Press Play". Vào ngày 18 tháng 10, họ tiếp tục quảng bá single "I Only Know Love"

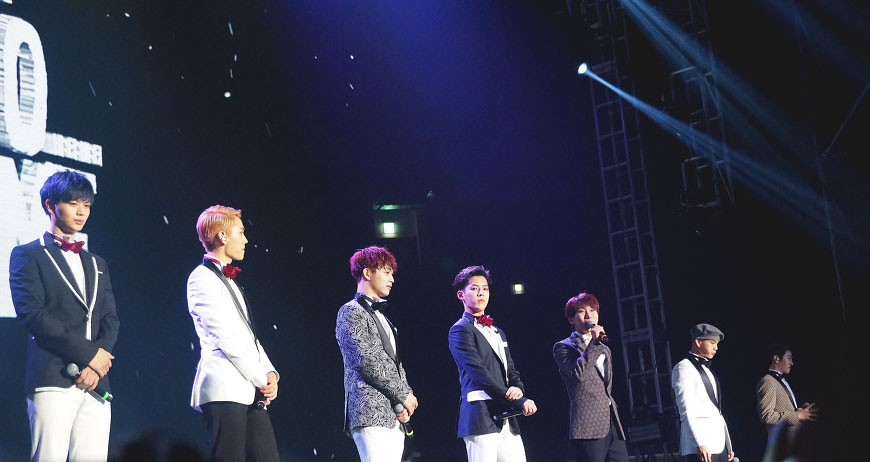
BTOB vào ngày 19 tháng 12 năm 2015

Ngày 2 tháng 2, nhóm đã tham gia vào United Cube Concert của công ty quản lý của họ Cube Entertainment. Concert được tổ chức tại Sân vận động trong nhà Jamsil ở Seoul và có hơn 7,000 fan tham gia. Một concert khác được tổ chức tại Yokohama, Nhật Bản, có hơn 8,000 fan tham gia.
Vào 3 tháng 4, Cube Entertainment đăng lên những gợi ý về sự trở lại của họ thông qua Twitter của họ, đăng lên những bức ảnh từ MV và cuối cùng sự trở lại của họ cũng được xác nhận cùng với việc phát hành digital single mang tên "2nd Confession" vào 10 tháng 4.
Ngày 10 tháng 4, BTOB đã tổ chức buổi fan-meeting đầu tiên tại Đài Loan có hơn 1,000 fan tham gia. Sau khi quảng bá xong single "2nd Confession", họ tổ chức buổi fan-meeting thứ hai tại Thái Lan và Cam-pu-chia, tổng cộng có 2,000 fan tham gia.

## Thành viên
- Chú thích: Tên in đậm là trưởng nhóm.

| Nghệ danh           | Nghệ danh | Tên khai sinh  | Tên khai sinh | Tên khai sinh | Tên khai sinh  | Ngày sinh         | Nơi sinh                    | Quốc tịch         | Nhóm nhỏ  | Nhóm nhỏ |
| Latinh              | Hangul    | Latinh         | Hangul        | Hanja         | Hán-Việt       | Ngày sinh         | Nơi sinh                    | Quốc tịch         | BTOB-BLUE | BTOB 4U  |
| Thành viên hiện tại |           |                |               |               |                |                   |                             |                   |           |          |
| Eunkwang            | 은광      | Seo Eun-kwang  | 서은광        | 徐恩光        | Từ Ân Quang    | 22 tháng 11, 1990 | Cheoin-gu, Yongin, Hàn Quốc | Hàn Quốc          | ✔         | ✔        |
| Minhyuk             | 민혁      | Lee Min-hyuk   | 이민혁        | 李旼赫        | Lý Mẫn Hách    | 29 tháng 11, 1990 | Seoul, Hàn Quốc             | Hàn Quốc          |           | ✔        |
| Changsub            | 창섭      | Lee Chang-seob | 이창섭        | 李昌燮        | Lý Xương Tiếp  | 26 tháng 2, 1991  | Suwon, Gyeonggi, Hàn Quốc   | Hàn Quốc          | ✔         | ✔        |
| Hyunsik             | 현식      | Im Hyun-sik    | 임현식        | 任炫植        | Lâm Huyễn Thực | 7 tháng 3, 1992   | Seoul, Hàn Quốc             | Hàn Quốc          | ✔         |          |
| Peniel              | 프니엘    | Peniel Shin    | 프니엘        | 辛東根        | Thân Đông Căn  | 10 tháng 3, 1993  | Chicago, Illinois, Hoa Kỳ   | Hoa Kỳ / Hàn Quốc |           | ✔        |
| Peniel              | 프니엘    | Shin Dong-geun | 신동근        | 辛東根        | Thân Đông Căn  | 10 tháng 3, 1993  | Chicago, Illinois, Hoa Kỳ   | Hoa Kỳ / Hàn Quốc |           | ✔        |
| Sungjae             | 성재      | Yook Sung-jae  | 육성재        | 陸星材        | Lục Tinh Tài   | 2 tháng 5, 1995   | Seoul, Hàn Quốc             | Hàn Quốc          | ✔         |          |
| Cựu thành viên      |           |                |               |               |                |                   |                             |                   |           |          |
| Ilhoon              | 일훈      | Jung II-hoon   | 정일훈        | 鄭鎰勳        | Trịnh Dật Huân | 4 tháng 10, 1994  | Seoul, Hàn Quốc             | Hàn Quốc          |           |          |

## Fanclub
Tên fanclub của BTOB là Melody. Và màu chính thức của nhóm là Slow Blue.

## Danh sách đĩa nhạc

### Album phòng thu
- 2015: Complete
- 2017: Brother Act.
- 2022: Be Together.

### Đĩa mở rộng
- 2012: Born to Beat
- 2012: Press Play
- 2013: Thriller
- 2014: Beep Beep
- 2014: Move
- 2014: The Winter's Tale
- 2015: I Mean
- 2016: Remember That
- 2016: New Men
- 2017: Feel'eM
- 2018: This Is Us
- 2018: Hour Moment

### Đĩa đơn
- 2013: 2nd Confession
- 2016: I Want To Vacation

## Chương trình truyền hình

### Show thực tế
| Năm       | Show                           | Thành viên | Kênh         | Ghi chú                                                              |
| --------- | ------------------------------ | ---------- | ------------ | -------------------------------------------------------------------- |
| 2012      | Amazon                         |            | Mnet         |                                                                      |
| 2012      | MTV Diary                      |            | SBS MTV      | along MYNAME, JJ Project 's JB và VIXX                               |
| 2012      | BTOB Hyunsik's Sik's Sense     |            | Cube         |                                                                      |
| 2012-2013 | The Romantic and Idol Season 2 | Minhyuk    | tvN          | paired with Jewelry's Yewon                                          |
| 2013      | B+ Diary                       |            | SBS MTV      | [ 6 ]                                                                |
| 2013-2014 | Manager Self-Camera            |            | Cube         |                                                                      |
| 2014      | BTOB's Black Box               |            | Cube         |                                                                      |
| 2014      | The Beat                       |            | CUBE TV      |                                                                      |
| 2014      | Cool Men                       |            | SBS MTV      | [ 7 ]                                                                |
| 2014      | Hitmaker                       | Sungjae    | MBC every1   | Big Byung as YookDuk (together with GOT7's Jackson, VIXX's N và Hyuk |
| 2014-2015 | Real Men                       | Sungjae    | MBC          | [ 9 ]                                                                |
| 2014-2015 | Ecovillage: Merry House        | Minhyuk    | SBS          |                                                                      |
| 2015      | Hitmaker Season 2              | Sungjae    | MBC every1   | Big Byung as YookDuk (together with GOT7's Jackson, VIXX's N và Hyuk |
| 2015      | The Beat Season 2              |            | CUBE TV      | [ 11 ] [ 12 ]                                                        |
| 2015      | King of Mask Singer            | Sungjae    | MBC          | joined as Tired Bumblebee and as LP Boy in special episode, ep 5-6   |
| 2015      | King of Mask Singer            | Changsub   | MBC          | joined as Well blew up Wi-Fi, ep 27-28                               |
| 2015      | We Got Married                 | Sungjae    | MBC          | with Red Velvet's Joy                                                |
| 2015      | We Got Married                 | Eunkwang   | MBC          | Panel member                                                         |
| 2015      | We Got Married                 | Changsub   | MBC          | Chuseok special panel member                                         |
| 2015      | We Got Married                 | BTOB       | MBC          | recurring guests                                                     |
| 2015      | The Beat Season 3              |            | CUBE TV      |                                                                      |
| 2016      | The Beat Extra Series          |            | Cube         |                                                                      |
| 2016      | BtoB: Summer Festival          |            | BTOB Youtube |                                                                      |
| 2016      | The Beat Season 4              |            | V Live       |                                                                      |
| 2016      | BtoB: Beatcom                  |            | BTOB Youtube | BtoB's Daily Lives = Sitcom                                          |
| 2016      | King of Mask Singer            | Eunkwang   | MBC          | joined as Seokbong, ep 75-76                                         |
| 2017      | King of Mask Singer            | Hyunsik    | MBC          | joined as Parrot, ep 123                                             |
| 2017      | BtoB Talk                      |            | V Live+      |                                                                      |
| 2017      | The beat Season 5              |            | V Live       | BtoB Fashion King, 5th Anniversary Party Sik's Sense                 |
| 2017      | BtoB Relay Delivery            |            | V Live+      |                                                                      |
| 2018      | BTOB's HA.DA.BANG              |            | BTOB Youtube | BtoB do whatever they want to do                                     |
| 2018      | King of Mask Singer            | Eunkwang   | MBC          | joined as Gladiator, ep 155-156                                      |

### Phim truyền hình
| Năm  | Nhan đề                       | Thành viên                                  | Vai trò                                                          | Kênh       | Ghi chú                          |
| ---- | ----------------------------- | ------------------------------------------- | ---------------------------------------------------------------- | ---------- | -------------------------------- |
| 2012 | I Live in Cheongdam-dong      | Eunkwang, Minhyuk, Hyunsik, Ilhoon          | Invincible Cheongdam                                             | JTBC       | pre-debut, with C-Clown's Minwoo |
| 2013 | The Heirs                     | BTOB                                        | Themselves                                                       | SBS        | cameo, Episode 4                 |
| 2013 | Monstar                       | Hyunsik, Changsub, Minhyuk, Sungjae         | Men In Black                                                     | Mnet       | episode 1, 2, 6, 9 only          |
| 2013 | Reckless Family 2             | Minhyuk                                     | Himself                                                          | MBC        | with Miss A's Min                |
| 2013 | Fantastic Tower               | Minhyuk                                     | Minho                                                            | tvN        | Episode 8 Part 1                 |
| 2013 | SNL Korea 4                   | BTOB                                        | Themselves                                                       | tvN        | guest appearance, episode 30     |
| 2013 | Reply 1994                    | Sungjae                                     | SsukSsuk                                                         | tvN        | episode 1 & 6                    |
| 2013 | When a Man Falls in Love      | BTOB                                        | Themselves                                                       | MBC        | cameo, episode 8                 |
| 2014 | SNL Korea 5                   | Eunkwang                                    | Himself                                                          | tvN        | Fixed member.                    |
| 2014 | Love and War 2: Her Choice    | Minhyuk                                     | Hyunwoo                                                          | KBS TV     | Idol Special                     |
| 2014 | A New Leaf                    | Minhyuk                                     | Lee Ji-hyeok                                                     | MBC        | [ 25 ]                           |
| 2014 | Plus Nine Boys                | Sungjae                                     | Kang Min-gu                                                      | tvN        | [ 26 ]                           |
| 2015 | Who Are You: School 2015      | Sungjae                                     | Gong Tae-kwang                                                   | KBS2       | [ 27 ] [ 28 ] [ 29 ]             |
| 2015 | Webtoon Hero: Tundra Show     | Ilhoon                                      | Kim Sung-min                                                     | MBC Every1 | [ 30 ]                           |
| 2015 | Webtoon Hero: Tundra Show     | Hyunsik                                     | Art class student                                                | MBC Every1 | cameo, episode 12                |
| 2015 | Webtoon Hero: Tundra Show     | Sungjae                                     | Himself                                                          | MBC Every1 | voice only, episode 12           |
| 2015 | The Village: Achiara's Secret | Sungjae                                     | Park Woo-jae                                                     | SBS        | [ 31 ]                           |
| 2015 | The Village: Achiara's Secret | Eunkwang, Changsub, Hyunsik, Peniel, Ilhoon | Cute troublemakers being scolded in the police station           | SBS        | cameo, ep 14                     |
| 2015 | Sweet, Savage Family          | Minhyuk                                     | Yoon Sung-min                                                    | MBC        | [ 32 ]                           |
| 2016 | Nightmare Teacher             | Minhyuk                                     | Seo Sang-woo                                                     | Web-drama  |                                  |
| 2016 | Goblin                        | Sungjae                                     | Yoo Deok-hwa                                                     | tvN        |                                  |
| 2017 | Unexpected Heroes             | Minhyuk                                     | Bae Joon-young                                                   | Web-drama  |                                  |
| 2018 | Dae Jang Geum is Watching     | Minhyuk                                     | Minhyuk                                                          | MBC        |                                  |
| 2018 | Dae Jang Geum is Watching     | Hyunsik, Peniel, Ilhoon, Sungjae            | Im Heon-sik, Donggeuniel, RoongD, Oh Seong-jae (members of ATOB) | MBC        | cameo, ep 16                     |
| 2018 | Number Six                    | Minhyuk                                     | Won Tak                                                          | KBS1       |                                  |
| 2020 | Mystic Pop-up Bar             | Sungjae                                     | Han Kang-bae                                                     | JTBC       |                                  |

### Dẫn chương trình
| Năm       | Show                    | Thành viên        | Kênh       | Ghi chú                                    |
| --------- | ----------------------- | ----------------- | ---------- | ------------------------------------------ |
| 2012      | The Show                | Minhyuk, Sungjae  | SBS MTV    | Season 1                                   |
| 2012-2015 | Weekly Idol             | Ilhoon            | MBC Every1 | assistant MC with Apink's Bomi             |
| 2012-2015 | Weekly Idol             | Sungjae           | MBC Every1 | assistant MC for episode 130&131           |
| 2012-2015 | Weekly Idol             | Eunkwang          | MBC Every1 | assistant MC for episode 163, 172, and 184 |
| 2013      | Arirang's Pops In Seoul | Peniel            | Arirang    | with Skarf's Tasha và EvoL's Hayana        |
| 2014      | Mnet Wide Custom News   | Sungjae           | Mnet       |                                            |
| 2014      | A Song For You Season 3 | Sungjae           | KBS World  | with Super Junior's Kangin và f(x)'s Amber |
| 2014      | Super Idol Chart Show   | Minhyuk           | Mnet       | episode 32                                 |
| 2015      | M Countdown             | Sungjae           | Mnet       | 20th anniversary special MC with Jun Jin   |
| 2015      | After School Club       | Peniel            | Arirang    | episode 177                                |
| 2015      | Inkigayo                | Sungjae           | SBS        | with Kim Yoo-jung và GOT7's Jackson        |
| 2020      | All That Cube           | Eunkwang Changsub | Cube TV    |                                            |

### Khách mời
| Năm       | Show                             | Thành viên                         | Kênh                 | Ghi chú                                                                 |
| --------- | -------------------------------- | ---------------------------------- | -------------------- | ----------------------------------------------------------------------- |
| 2012      | Gurupop Show                     | BTOB                               |                      | episode 11                                                              |
| 2012-2020 | Weekly Idol                      | BTOB (with 4minute)                | MBC Every1           | guest at 4minute's episode, episode 43                                  |
| 2012-2020 | Weekly Idol                      | BTOB                               | MBC Every1           | episodes 66, 98, 113, 136, 206, 276                                     |
| 2012-2020 | Weekly Idol                      | BTOB (with Apink)                  | MBC Every1           | episode 156, Weekly Idol 3rd Anniversary Special                        |
| 2012-2020 | Weekly Idol                      | Ilhoon                             | MBC Every1           | episode 147, special appearance for G.NA; ep 350                        |
| 2012-2020 | Weekly Idol                      | Sungjae                            | MBC Every1           | episode 160, with Big Byung                                             |
| 2012-2020 | Weekly Idol                      | Sungjae, Ilhoon                    | MBC Every1           | episode 179, with Big Byung and Apink's Bomi for 4th Weekly Idol Awards |
| 2012-2020 | Weekly Idol                      | Eunkwang                           | MBC Every1           | episode 183, special appearance for After School's Lizzy                |
| 2012-2020 | Weekly Idol                      | Sungjae                            | MBC Every1           | episode 187, with Big Byung and Chamsonyeo                              |
| 2012-2020 | Weekly Idol                      | BTOB (with Got7, GFriend, Twice)   | MBC Every1           | episode 261, 262, Weekly Idol 5th Anniversary                           |
| 2012-2020 | Weekly Idol                      | Minhyuk                            | MBC Every1           | episode 278, 279 (Idols Are the Best); ep 391 with F(x) Luna            |
| 2012-2020 | Weekly Idol                      | Eunkwang, Peniel                   | MBC Every1           | episode 462                                                             |
| 2012-2020 | Weekly Idol                      | BTOB 4U                            | MBC Every1           | episode 487                                                             |
| 2013-2015 | After School Club                | BTOB                               | Arirang              | episodes 23, 47, 65, 109                                                |
| 2013-2015 | After School Club                | Peniel                             | Arirang              | episodes 65, 66, 72, 74, 86, 90, 91, 92, 128, 171                       |
| 2013-2015 | After School Club                | Hyunsik, Eunkwang                  | Arirang              | episode 86                                                              |
| 2013-2015 | Idol Star Athletic Championships | BTOB                               | MBC                  | 2013 Idol Star Athletic Championship                                    |
| 2013-2015 | Idol Star Athletic Championships | BTOB                               | MBC                  | 2014 Idol Star Athletic Championship                                    |
| 2013-2015 | Idol Star Athletic Championships | BTOB                               | MBC                  | 2015 Idol Star Athletic Championship                                    |
| 2013-2014 | Let's Go! Dream Team Season 2    | Eunkwang                           | KBS World            | episodes 146, 159, 202                                                  |
| 2013-2014 | Let's Go! Dream Team Season 2    | Minhyuk                            | KBS World            | episodes 146, 159, 191, 194, 196, 218, 219, 224, 260                    |
| 2013-2014 | Let's Go! Dream Team Season 2    | Sungjae                            | KBS World            | episode 159                                                             |
| 2013      | We Got Married Global Edition    | Ilhoon, Minhyuk                    | MBC                  | episode 7-8 for F.T. Island's Lee Hong-gi và Mina Fujii                 |
| 2013      | A Song For You Season 2          | BTOB                               | KBS World            | episode 6, with VIXX                                                    |
| 2014      | Family's Dignity Full House      | Ilhoon                             | KBS2                 |                                                                         |
| 2014      | Beatles Code 3D                  | Sungjae, Ilhoon, Minhyuk, Eunkwang | Mnet                 |                                                                         |
| 2014      | A Song For You Season 3          | BTOB                               | KBS World            | episode 1                                                               |
| 2014      | A Song For You Season 3          | BTOB                               | KBS World            | episode 17                                                              |
| 2014      | Vitamin                          | Ilhoon                             | KBS2                 |                                                                         |
| 2015      | Star King                        | Minhyuk, Eunkwang                  | SBS                  | episode 399                                                             |
| 2015      | Running Man                      | Minhyuk                            | SBS                  | episode 233                                                             |
| 2015      | I Live Alone                     | Sungjae                            | MBC                  | episode 92                                                              |
| 2015      | SM Rookies' Mickey Mouse Club    | Minhyuk                            | Disney Channel Korea | episode 3                                                               |
| 2015      | Quiz To Change The World         | Eunkwang                           | MBC                  | October 9 episode                                                       |
| 2015      | Let's Go! Dream Team             | Eunkwang                           | KBS2                 | Korea-China edition                                                     |
| 2015      | Safety First                     | Eunkwang                           | KBS2                 | Shaken-up soda segment                                                  |
| 2015      | Unpretty Rapstar 2               | Ilhoon                             | Mnet                 | Semi-finals episode                                                     |
| 2017      | New Yang Nam Show                | BTOB                               | Mnet                 | episode 3                                                               |
| 2017      | Knowing Bros                     | BTOB                               | JTBC                 | episode 74                                                              |
| 2017      | BtoB Amigo Tv Season 1           | BTOB                               | Amigo Tv             |                                                                         |
| 2018      | BtoB Amigo Tv Season 2           | BTOB                               | Amigo Tv             |                                                                         |
| 2018      | After Mom Falls Asleep           | BTOB                               | Piki Pictures        | Only One for Me and Beautiful Pain promotion                            |
| 2018      | After Mom Falls Asleep           | Ilhoon                             | Piki Pictures        | She's Gone promotion                                                    |
| 2018      | Hyena on the Keyboard            | Hyunsik                            | KBS World            | episode 4-6, BTOB speical appearances in ep 5                           |

### Show Radio
| Năm       | Show                                 | Thành viên         | Mạng        | Ghi chú                              |
| --------- | ------------------------------------ | ------------------ | ----------- | ------------------------------------ |
| 2012      | Kim Bum-soo's Gayo Plaza             | Eunkwang           | KBS Cool FM | regular guest (September - November) |
| 2013      | Lee So-ra's Gayo Plaza               | Hyunsik            | KBS Cool FM | regular guest (November)             |
| 2013-2014 | Kiss the Radio                       | Minhyuk            | KBS Cool FM | regular guest (October - March)      |
| 2014      | Lee So-ra's Gayo Plaza Secret Singer | Changsub           | KBS Cool FM | regular guest (May - October)        |
| 2014      | K-pop Planet                         | Hyunsik            | KBS Cool FM | assistant DJ (episode 1-8)           |
| 2015      | Kiss the Radio                       | Eunkwang, Changsub | KBS Cool FM | special DJ (October 16&17)           |
| 2015      | K-pop Planet                         | Hyunsik, Ilhoon    | KBS Cool FM | special DJ (November 16)             |

## Giải thưởng và đề cử

### MTV Best Of the Best
| Năm  | Hạng mục        | Đề cử cho | Kết quả |
| ---- | --------------- | --------- | ------- |
| 2012 | Best New Artist | BtoB      | Đề cử   |
| 2013 | Rookie King     | BtoB      | Đề cử   |

### Mnet Asian Music Awards
| Năm  | Hạng mục                        | Đề cử cho     | Kết quả |
| ---- | ------------------------------- | ------------- | ------- |
| 2016 | Best Vocal Performance Group    | Remember That | Đề cử   |
| 2016 | HotelsCombined Song of the Year | Remember That | Đề cử   |

### Cyworld Digital Music Awards
| Năm  | Hạng mục                        | Đề cử cho | Kết quả   |
| ---- | ------------------------------- | --------- | --------- |
| 2012 | Rookie of the Month (September) | WOW       | Đoạt giải |

### KBS Music Festival
| Năm  | Hạng mục           | Đề cử cho | Kết quả   |
| ---- | ------------------ | --------- | --------- |
| 2015 | Singer of the Year | BTOB      | Đoạt giải |

### Golden Disc Awards
| Năm  | Hạng mục             | Đề cử cho | Kết quả   |
| ---- | -------------------- | --------- | --------- |
| 2013 | Next Generation Star | BTOB      | Đoạt giải |
| 2016 | Best Vocal Group     | BTOB      | Đoạt giải |
| 2016 | Disk Bonsang         | Complete  | Đề cử     |

### Seoul Music Awards
| Năm  | Hạng mục             | Đề cử cho | Kết quả   |
| ---- | -------------------- | --------- | --------- |
| 2013 | Rookie of the Year   | BTOB      | Đề cử     |
| 2016 | Popularity Award     | BTOB      | Đề cử     |
| 2016 | Hallyu Special Award | BTOB      | Đề cử     |
| 2016 | Ballad Award         | BTOB      | Đoạt giải |
| 2016 | Bonsang Award        | It's Okay | Đề cử     |

### KBS Immortal Song 2
| Năm  | Hạng mục        | Đề cử cho | Kết quả   |
| ---- | --------------- | --------- | --------- |
| 2016 | Vị trí thứ nhất | BtoB      | Đoạt giải |

### Korea Cable TV Awards
| Năm  | Hạng mục          | Đề cử cho | Kết quả   |
| ---- | ----------------- | --------- | --------- |
| 2017 | Hallyu Star Award | BtoB      | Đoạt giải |

### Chương trình âm nhạc

#### The Show
| Năm  | Ngày        | Bài hát                  |
| ---- | ----------- | ------------------------ |
| 2018 | 3 tháng 7   | "Only One for Me"        |
| 2020 | 24 tháng 11 | BTOB 4U "Show Your Love" |

#### Show Champion
| Năm  | Ngày        | Bài hát           |
| ---- | ----------- | ----------------- |
| 2015 | 21 tháng 10 | "Way Back Home"   |
| 2016 | 6 tháng 4   | "Remember That"   |
| 2017 | 15 tháng 3  | "Movie"           |
| 2017 | 25 tháng 10 | "Missing You"     |
| 2017 | 1 tháng 11  | "Missing You"     |
| 2018 | 27 tháng 6  | "Only One for Me" |
| 2022 | 2 tháng 3   | "The Song"        |

#### M Countdown
| Năm  | Ngày        | Bài hát         |
| ---- | ----------- | --------------- |
| 2016 | 7 tháng 4   | "Remember That" |
| 2017 | 26 tháng 10 | "Missing You"   |
| 2017 | 2 tháng 11  | "Missing You"   |
| 2022 | 3 tháng 3   | "The Song"      |

#### Music Bank
| Năm  | Ngày        | Bài hát          |
| ---- | ----------- | ---------------- |
| 2016 | 8 tháng 4   | "Remember That"  |
| 2017 | 27 tháng 10 | "Missing You"    |
| 2018 | 23 tháng 11 | "Beautiful Pain" |

#### Inkigayo
| Năm  | Ngày        | Bài hát       |
| ---- | ----------- | ------------- |
| 2017 | 29 tháng 10 | "Missing You" |
| 2017 | 5 tháng 11  | "Missing You" |